# Rohan Watson
Pour les articles homonymes, voir Watson.
Rohan Watson, né le 29 avril 2002, est un athlète jamaïcain, spécialiste du 100 mètres.

## Biographie
Il se révèle en 2023 au cours des championnats de Jamaïque en remportant le titre du 100 m, devant les favoris Oblique Seville et Ackeem Blake. Descendant pour la première fois de sa carrière sous les 10 secondes en séries (9 s 98), il s'impose en finale en 9 s 91 (+ 1,1 m/s) et obtient sa qualification pour les championnats du monde de Budapest.

## Records
| Épreuve | Temps  | Lieu     | Date           |
| ------- | ------ | -------- | -------------- |
| 100 m   | 9 s 91 | Kingston | 7 juillet 2023 |